# Pterolophia virgulata
Pterolophia virgulata là một loài bọ cánh cứng trong họ Cerambycidae.